# Joseph Beuys
Joseph Beuys, född 12 maj 1921 i Krefeld, död 23 januari 1986 i Düsseldorf, var Tysklands mest inflytelserike efterkrigskonstnär inom konceptkonst, happening och fluxus. Han var aktionskonstnär, skulptör, tecknare, konstteoretiker och professor vid Konstakademin i Düsseldorf.

## Verksamhet
Efter andra världskriget studerade Beuys 1946–1951 på konsthögskolan i Düsseldorf. Under 1950-talet var han mest upptagen av teckning.
Ett tidigt intresse för naturvetenskap, folksagor och mytologi har lämnat tydliga spår i Beuys ytterst skiftande verk. Som performancekonstnär kan nämnas verk som Hur man förklarar bilderna för den döda haren (1965) och Prärievarg (1974), som skulptör exempelvis Fettstolen och Filthörn (1964), och som skapare av gigantiska installationer exempelvis Talg (1977). Han var även verksam som föreläsare och 1961 blev han utsedd till professor i skulptur vid Konstakademin i Düsseldorf. Ett decennium senare, år 1972, avskedades han emellertid från sin post när han krävde att hans föreläsningar skulle vara öppna för alla. Efter protester från hans studenter fick han ha kvar sin ateljé på universitetet men återanställdes inte. Samma år grundade han Organisationen för direkt demokrati och blev därefter alltmer politiskt aktiv. År 1977, under Documenta 6 grundade han Free International University (FIU). Beuys har också gjort videokonst, till exempel Filt-TV (1968), samt ljudkonst. 
I sin omfångsrika verksamhet upptogs Beuys av frågor kring humanism, socialfilosofi och antroposofi. Detta ledde till hans särskilda definition av ett "utvidgat konstbegrepp" och till idégivningen kring social skulptur som allkonstverk. Verket 7000 ekar avslutades av Beuys son ett år efter faderns död 1987.
Generellt utmärks hans verk av en djup tro på intuitionens makt uttryckt i parallellen mellan konstnären och shamanen; bägge skänker enkla material en intensiv och potentiellt helande kraft, något han betonade i Visa ditt sår (1976).

## Utmärkelser
År 1980 utnämndes Joseph Beuys till "utländsk hedersmedlem" vid Kungliga Konsthögskolan i Stockholm. 

## Porträtteringar i film och tv
År 2018 porträtterades han av Oliver Masucci i Florian Henckel von Donnersmarcks tyska spelfilm Werk ohne Autor, som internationellt fick heta Never Look Away. Karaktären kallas Antonius van Verten, men är i allt väsentligt lätt igenkännlig som Beuys.

## Bildgalleri

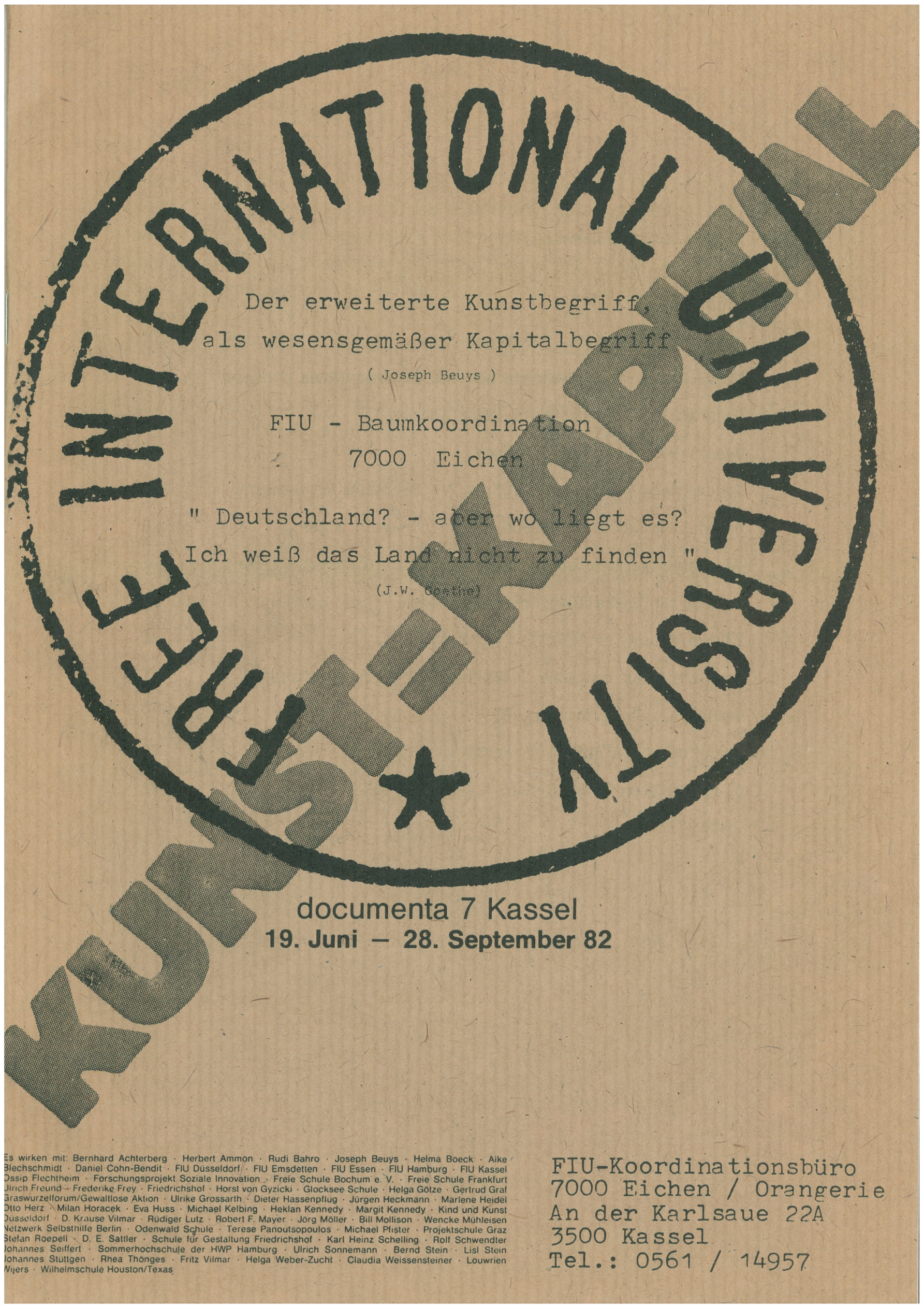
Programmet till "Free International University"  på Documenta 7 i Kassel.
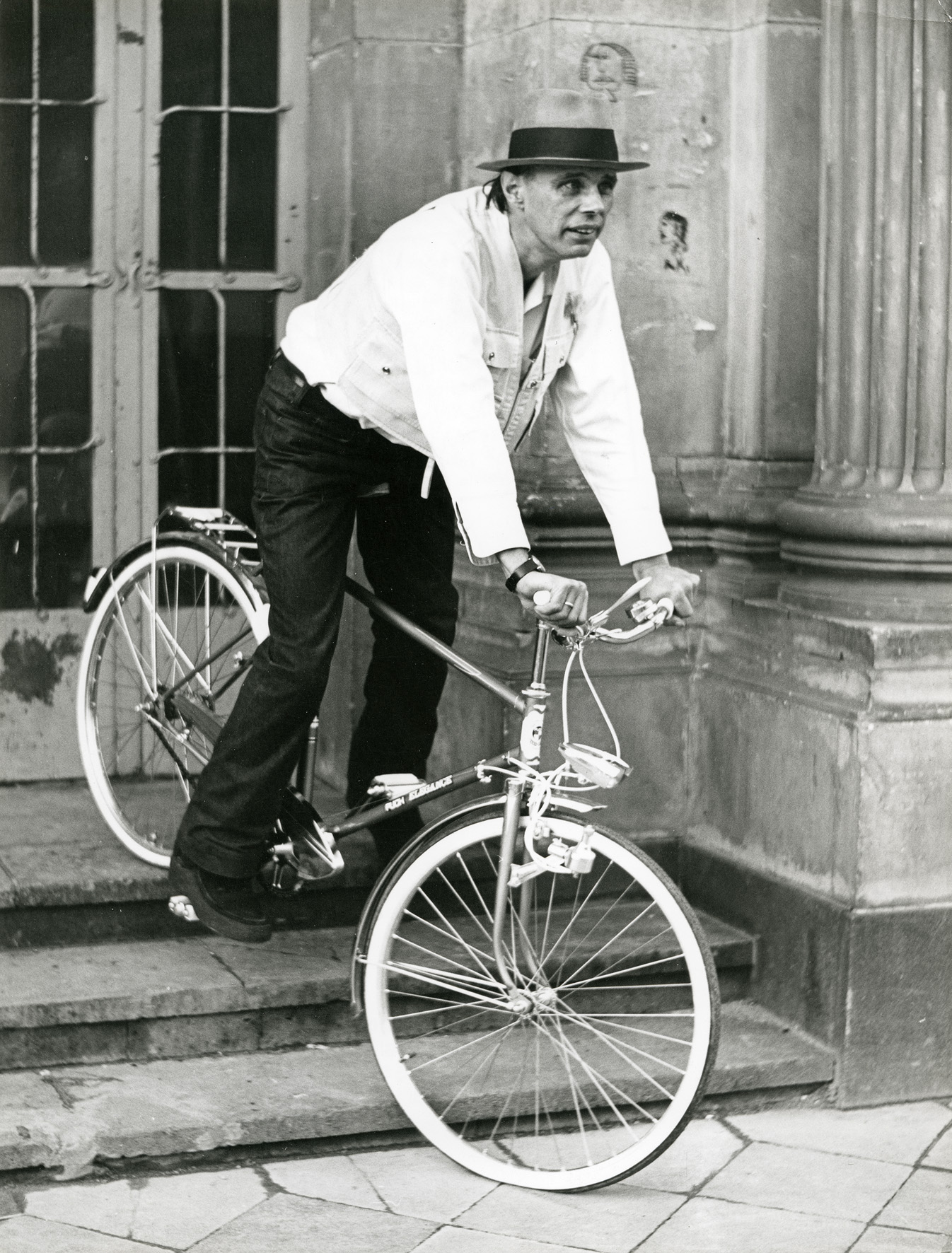
Joseph Beuys vid ingången till Kunstakademie Düsseldorf.
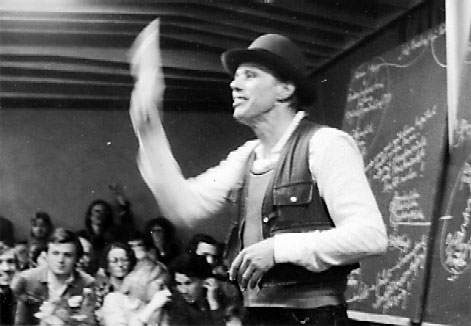
Joseph Beuys håller föredrag i Achberg 1978.
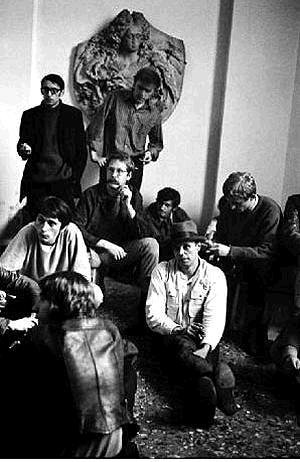
Joseph Beuys med studiekamrater på Kunstakademie Düsseldorf.
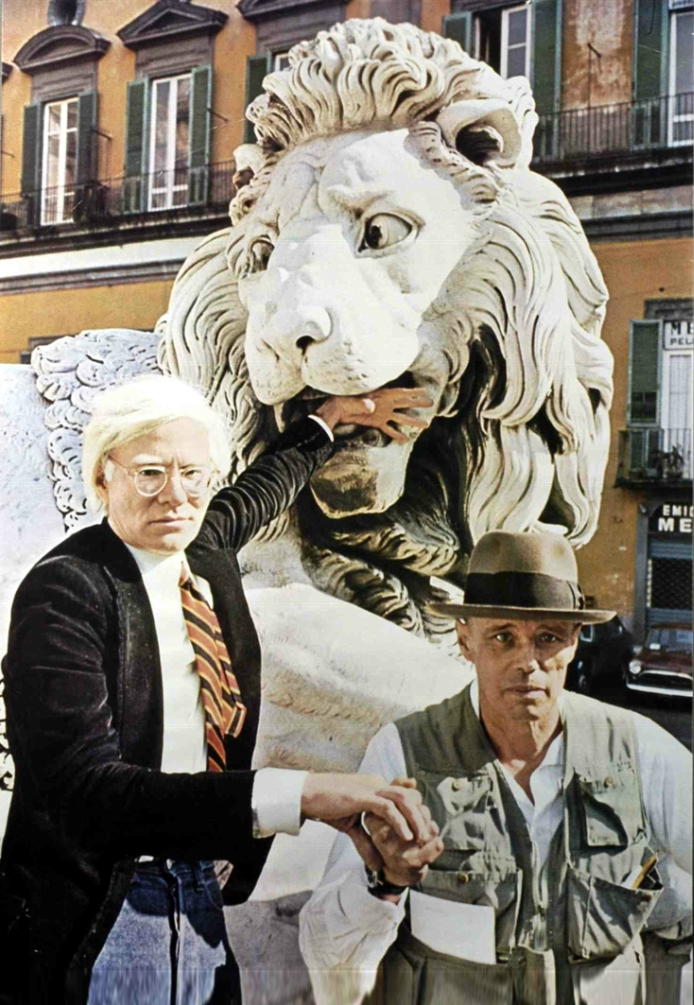
Andy Warhol och Joseph Beuys i Neapel 1980.
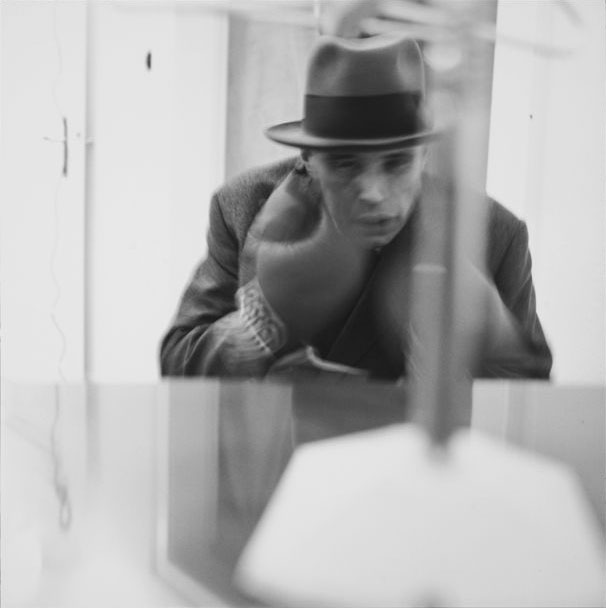
Beuys vid ett TV-framträdande 1971.
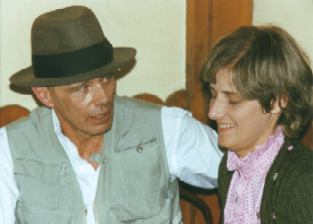
Joseph Beuys och Petra Kelly 1982.
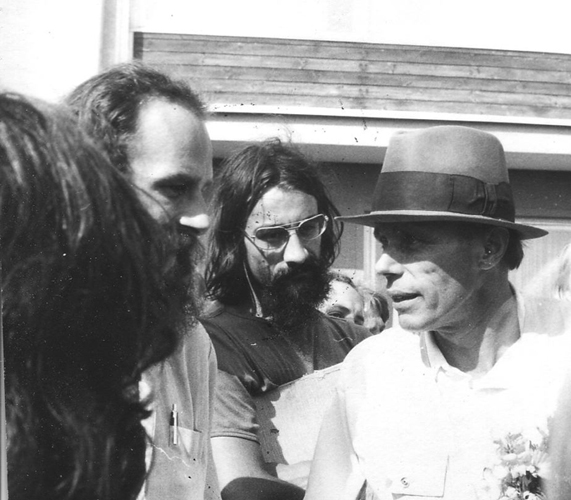
Joseph Beuys 1973
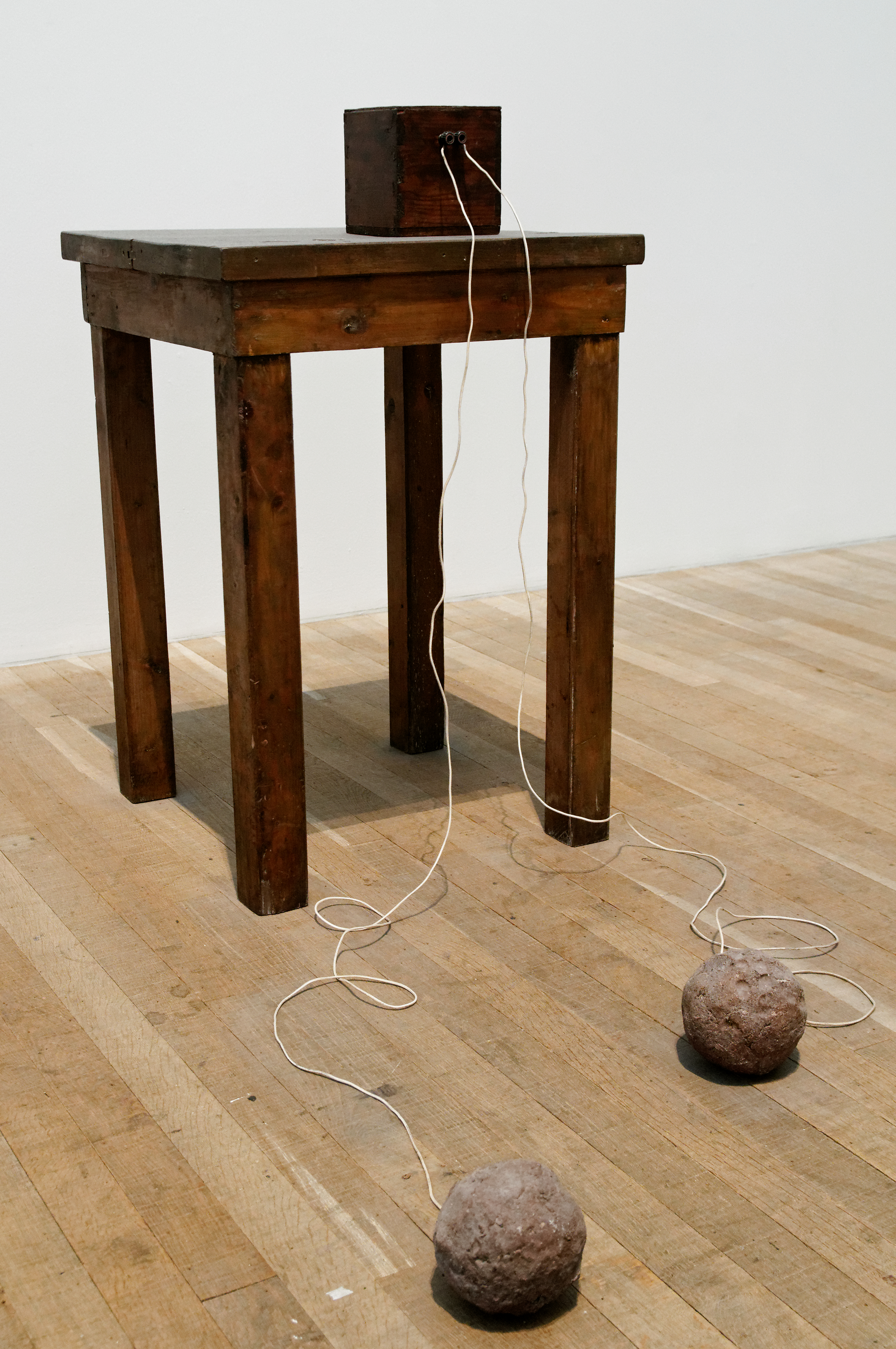
Bord med Accumulator på Tate Modern.